# Grangermont
Grangermont – miejscowość i gmina we Francji, w Regionie Centralnym, w departamencie Loiret.
Według danych na rok 1990 gminę zamieszkiwało 171 osób, a gęstość zaludnienia wynosiła 44 osoby/km² (wśród 1842 gmin Centre, Grangermont plasuje się na 967. miejscu pod względem liczby ludności, natomiast pod względem powierzchni na miejscu 1395.).